# Wuliphantes yaan
Espèce
Wuliphantes yaan est une espèce d'araignées aranéomorphes de la famille des Linyphiidae.

## Distribution
Cette espèce est endémique du Sichuan en Chine,. Elle se rencontre dans le xian de Lushan.

## Description
Le mâle holotype mesure 2,09 mm et la femelle paratype 1,93 mm.

## Systématique et taxinomie
Cette espèce a été décrite par Yao et Li en 2023.

## Étymologie
Son nom d'espèce lui a été donné en référence au lieu de sa découverte, Ya'an.

## Publication originale
- Yang, Yao & Li, 2023 : « A new species of Wuliphantes from Sichuan, China, with re-description on the type specimens of W. tongluensis (Araneae, Linyphiidae). » Biodiversity Data Journal, vol. 11, no e114390, p. 1-9 (texte intégral).